# Droga wojewódzka 408
Die Droga wojewódzka 408 (DW 408) ist eine 40 Kilometer lange Droga wojewódzka (Woiwodschaftsstraße) in der polnischen Woiwodschaft Niederschlesien und der Woiwodschaft Schlesien, die Gliwice mit Kędzierzyn-Koźle verbindet. Die Strecke liegt im Powiat Kędzierzyńsko-Kozielski.

## Streckenverlauf
Woiwodschaft Opole, Powiat Kędzierzyńsko-Kozielski
-  Kędzierzyn-Koźle (Kandrzin-Cosel) (DK 40, DW 410, DW 418, DW 423, DW 426)
-  Brzeźce (Brzezetz) (DW 410)
- Stare Koźle (Alt Cosel)
-  Bierawa (Birawa) (DW 425)
- Ortowice (Ortowitz)
- Kotlarnia (Jakobswalde)
- Goszyce (Goschütz)

Woiwodschaft Schlesien, Powiat Kędzierzyńsko-Kozielski
- Sierakowice (Schierakowitz)
-  Sośnicowice (Kieferstädtel) (DW 919)
-  Gliwice (Gleiwitz) (A 1, A 4, DK 44, DK 78, DK 88, DW 901, DW 902)